# Недобросовестная налоговая конкуренция
Недобросовестная (вредоносная) налоговая конкуренция (налоговый демпинг) (англ. The Harmful Tax Competition, фр. La concurrence fiscale dommageable) — юридический термин, применяемый национальными и международными регулирующими органами для характеристики налоговой политики государств, относящихся к офшорным юрисдикциям. Именно с обвинения во «вредоносной налоговой политике» началась кампания Организации экономического сотрудничества и развития (ОЭСР) против офшорных юрисдикций в рамках борьбы с уклонением от уплаты налогов.

## Суть обвинений

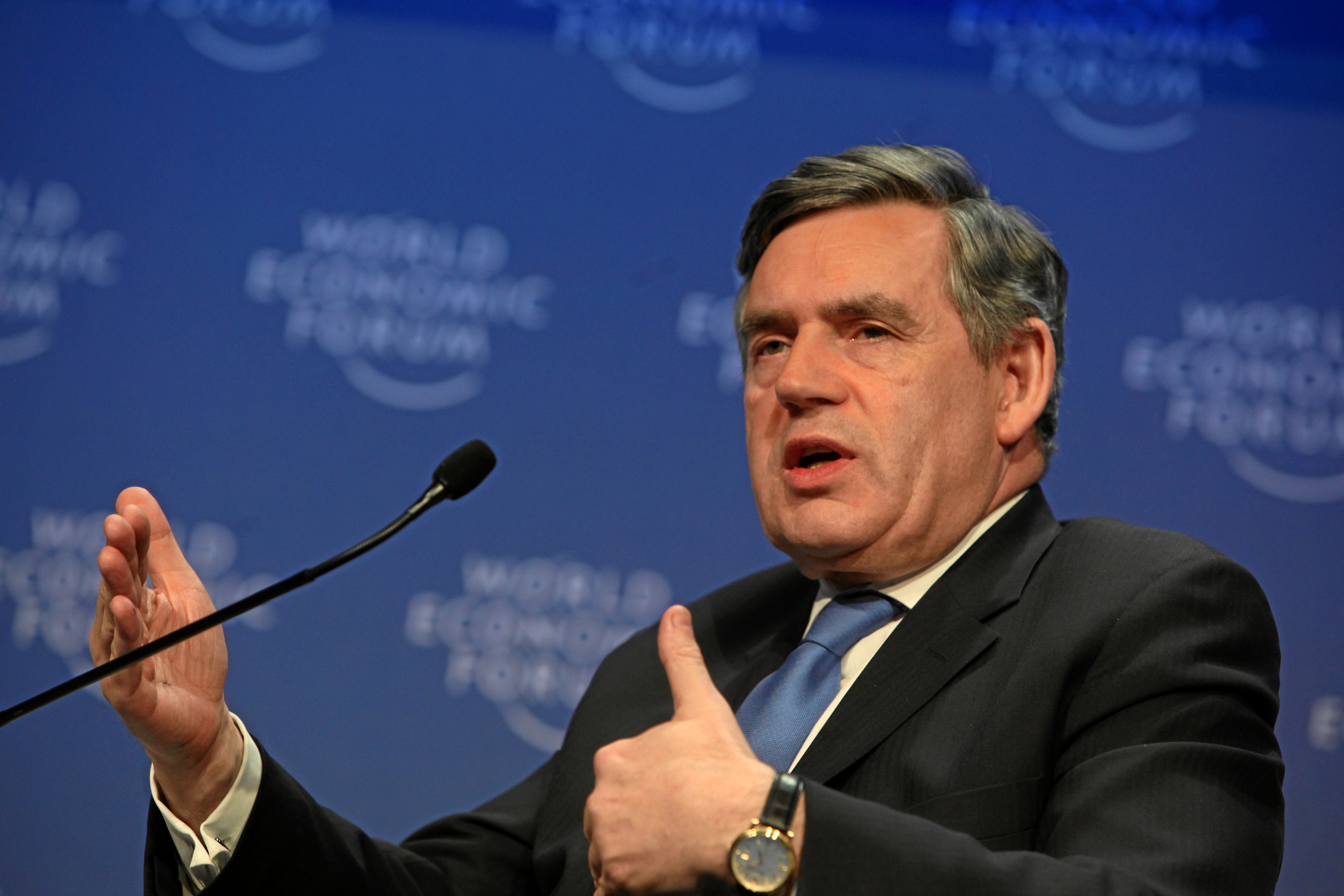
Премьер-министр Соединённого Королевства Джеймс Гордон Браун обвинил офшорные юрисдикции в начавшемся в 2008 году мировом финансовом кризисе и потребовал от британских офшорных территорий увеличить налоговую прозрачность и ослабить банковскую тайну.

Глобализация экономики привела к радикальному возрастанию влияния налоговой системы каждой страны на налоговые системы других стран. Современный финансовый капитал приобрёл невиданную ранее мобильность и способен с лёгкостью перемещаться из одной страны в другую, направляясь туда, где для него созданы наиболее выгодные условия. Вследствие этого одним из важнейших факторов конкуренции между странами за привлечение капитала стали величина средней ставки налогообложения и объём налоговых льгот, породив такое явление как налоговая конкуренция.
Обвинения в недобросовестной налоговой конкуренции в адрес офшорных стран заключаются в том, что офшорные юрисдикции, устанавливая для создаваемых в них международных (офшорных) компаний слишком льготный налоговый режим, тем самым «переманивают» финансовые ресурсы из оншорных стран. Отток финансовых ресурсов, в свою очередь, ведёт к резкому сужению налоговой базы, уходу от налогов и в конечном итоге к существенному уменьшению налоговых поступлений в государственные бюджеты оншорных государств. Поэтому офшорные страны получают обвинения в «хищении налоговой базы» у оншорных государств. Размеры этих «хищений» оцениваются по-разному: стоимость активов, хранящихся на офшорных счетах по всему миру, оценивается в пределах от 1,7 трлн до 11,5 трлн. долларов, тогда как США оценивают свои налоговые потери от деятельности офшорных юрисдикций в 100 млрд долларов ежегодно.
С другой стороны, всё это приводит ещё и к тому, что структура экономических стимулов экономик оншорных стран искажается, а налоговая политика теряет свой регулятивный потенциал. По этой причине, с точки зрения противников офшорного моделирования, офшорные зоны являются своего рода «иждивенцами» мировой экономики, необоснованно использующими общественные блага, создаваемые неофшорными государствами.

## Суть возражений на обвинения

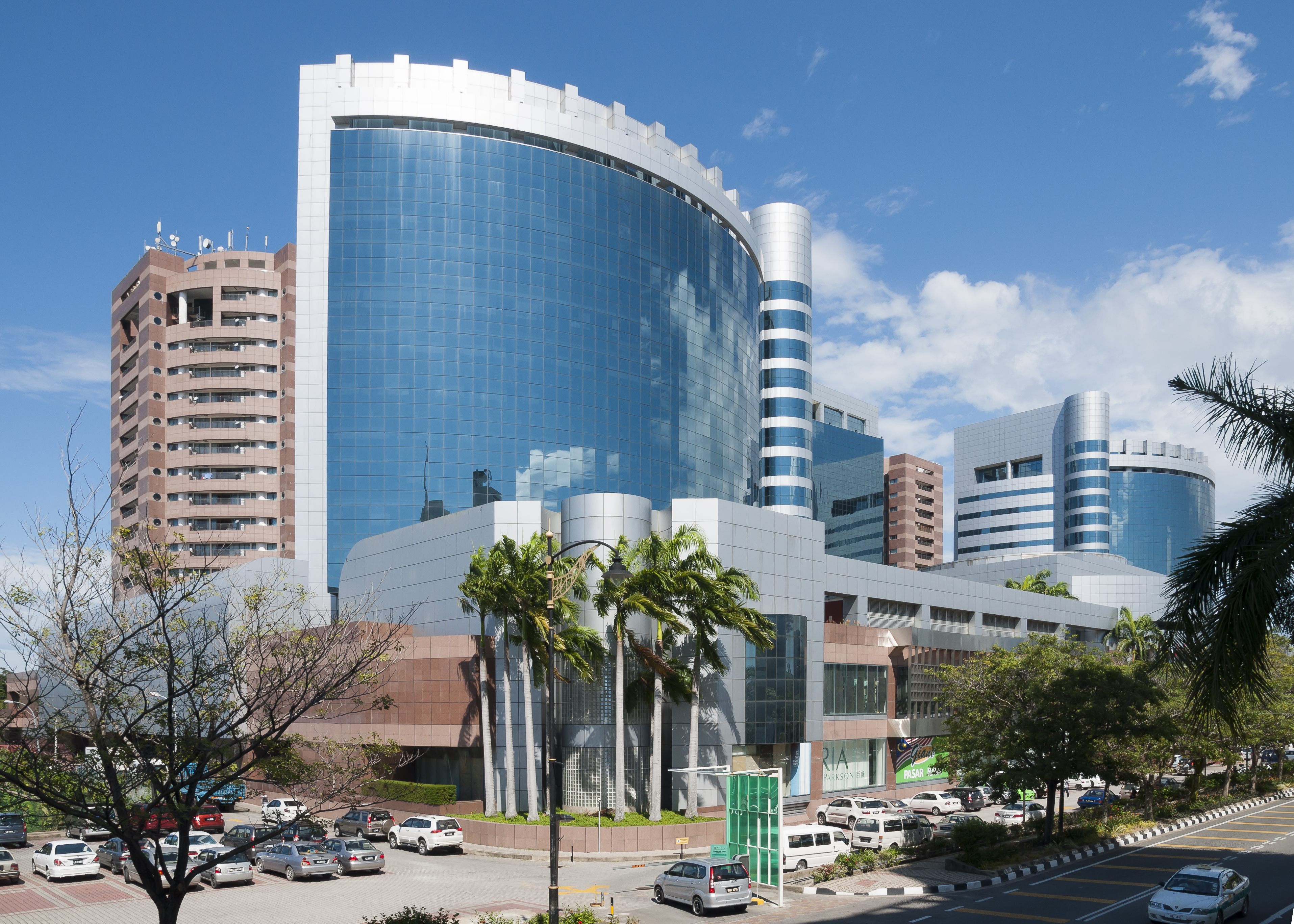
Лабуан — малайзийская офшорная юрисдикция, попавшая в «чёрный список» ОЭСР в 2009 году

Однако у самих офшорных государств на этот счёт несколько иная позиция. Поскольку большинство из этих стран являются бывшими колониями европейских государств или США, находятся на довольно низком уровне экономического развития и не обладают достаточными природными либо иными экономическими ресурсами, то возможность привлечения международных капиталов посредством установления сверхпривлекательных правовых (прежде всего, налоговых) режимов деятельности коммерческих компаний представляется практически единственной возможностью оживления местной экономики. Перемещение же финансовых потоков в офшорные юрисдикции представляется им столь же закономерным процессом, как и перемещение промышленных производств индустриально развитых стран из Европы и США в страны Юго-Восточной Азии. Таким образом, по мнению офшорных стран речь идёт о конфликте совершенно законных экономических интересов двух разных групп государств, а вовсе не о «недобросовестной» конкуренции между ними. Для обоснования своих возражений на обвинения ОЭСР офшорными странами приводится концепция «локационной конкуренции» (locational competition), в рамках которой признаётся, что государства конкурируют между собой за привлечение таких факторов производства, как научный фактор, технологии производства и капитал. Для достижения цели привлечение этих факторов используются прежде всего налоговая политика и развитие инфраструктуры, включая эффективную систему образования и защиту интеллектуальной собственности со стороны государства. Поэтому, с позиции концепции локационной конкуренции существование офшорных зон является вполне обоснованным элементом экономической политики малых государств с неразвитой производственной инфраструктурой, недостаточными природными ресурсами, землями и трудовыми ресурсами. Обвинения ОЭСР в «нечестной» налоговой конкуренции в таком случае оцениваются как необоснованные, поскольку уровень налогообложения — отнюдь не единственный и не всегда определяющий фактор, влияющий на миграцию капитала. Если государство предоставляет эффективную инфраструктуру, гарантирует экономическую и политическую стабильность и неприкосновенность собственности, а также предоставляет необходимое качество квалифицированных трудовых ресурсов, капитал будет чувствовать себя вполне комфортно даже при не самой привлекательной ставке налога. Это наглядно подтверждается многими историческими фактами, когда введение в государстве достаточно льготного режима налогообложения для иностранных предпринимателей никак существенно не сказывалось на притоке капиталов. Ярким примером является Египет, где филиалы иностранных фирм полностью освобождены от налога на прибыль, однако привлекательным офшором Египет так и не стал. Причина того, что эта мера Египта оказалась неэффективной заключается в отсутствии политической и экономической стабильности (в стране 30 лет действовало чрезвычайное положение), развитой инфраструктуры, устойчивой валютно-финансовой и банковской системы и квалифицированной рабочей силы.
Правительства офшорных юрисдикций вполне обоснованно утверждают, что нет никакой правомерной причины для того, чтобы налоговые системы всех стран мира включали одинаковый или хотя бы сопоставимый уровень налогообложения. С юридической же точки зрения, не существует ни «противоправных», ни «недобросовестных» способов привлечения капиталов в национальную экономику. Создание наиболее благоприятных условий для привлечения инвестиций является приоритетной задачей правительств подавляющего большинства стран мира и тот факт, что наиболее развитые страны здесь оказываются в проигрыше перед офшорными юрисдикциями должен заставить их задуматься о недостатках своей финансово-налоговой политики, а не искать виноватых среди стран-офшоров.
Промышленно развитые страны не обращают внимание ещё и на тот факт, что офшорные юрисдикции служат прежде всего для аккумулирования капиталов, инвестируются же они в те же оншорные развитые западные страны.

## Политика противодействия «вредоносной налоговой практике»

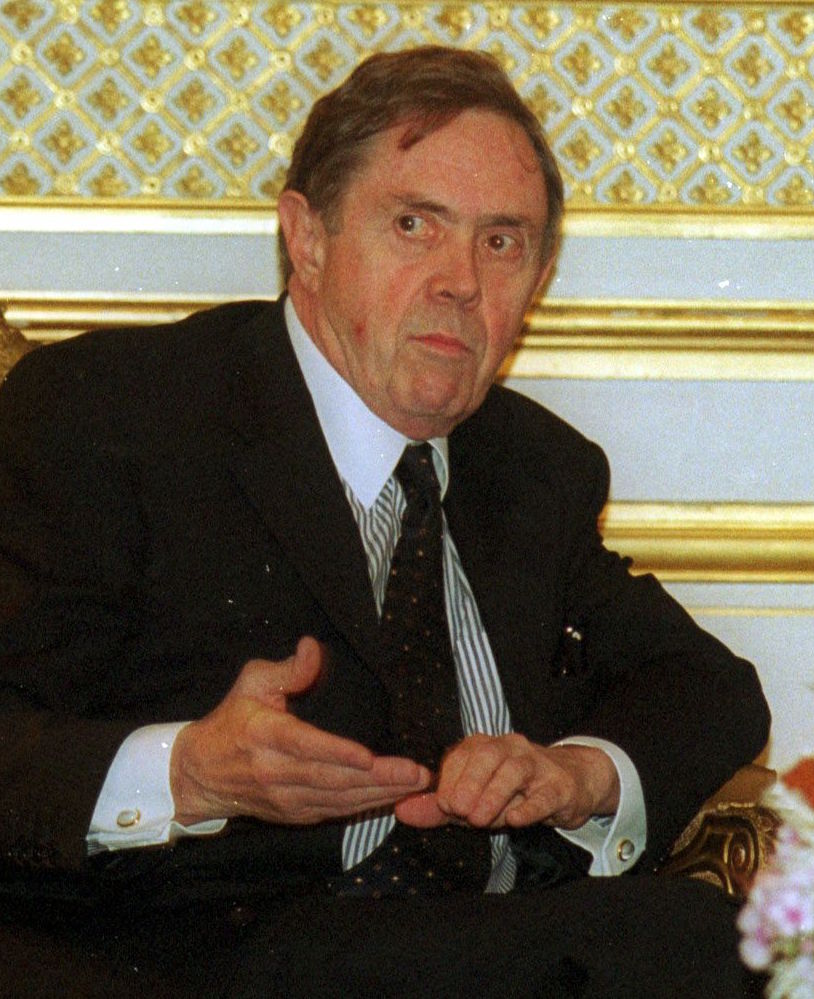
Дональд Джей Джонсон, Генеральный секретарь ОЭСР (1996—2006), непримиримый борец с «вредоносной налоговой практикой» (слева)

Главную роль в противодействии недобросовестной налоговой конкуренции играет Организация экономического сотрудничества и развития (ОЭСР, англ. Organization for Economic Co-operation and Development, OECD), в состав которой входит 36 государств, среди которых наиболее экономически развитые в мире. Ни одно офшорное государство членом ОЭСР не является (если не считать офшором Великое герцогство Люксембург). ОЭСР начала разрабатывать вопрос «налогового демпинга» офшорных юрисдикций в 1996 году, выпустив в 1998 году доклад «Вредоносная налоговая конкуренция: формирующаяся глобальная проблема» (Harmful Tax Competition: An Emerging Global Issue), где были сформулированы критерии определения «недобросовестной налоговой конкуренции» и методы борьбы с ней. В перечень стран, повинных в этой «вредоносной» конкуренции попали не только классические офшорные юрисдикции, но также и некоторые страны с льготными налоговыми режимами, в том числе член ОЭСР, что привело к первым серьёзным разногласиям внутри организации: Люксембург и Швейцария отказались признать основные положения этого доклада. Признав существование самой проблемы, представители Люксембурга и Швейцарии назвали доклад поверхностным и необоснованно сосредоточенным на проблемах налоговой конкуренции именно в сфере финансового капитала.
Помимо ОЭСР, борьбу с недобросовестной налоговой конкуренцией активно ведёт и Европейский союз (ЕС): в 1997 году Европейская комиссия выпустила доклад о вредоносной налоговой конкуренции в ЕС, а в июле 2001 года Еврокомиссия начала расследование 11 корпоративных налоговых схем в восьми государствах ЕС. Помимо прочих, расследованию были подвергнуты два налоговых режима Гибралтара — компании типа Exempt и Qualifying. Гибралтар оспорил правомерность этого расследования в Европейском суде. В 1998 г. Европейский союз подал жалобу в ВТО на США относительно американского налогового режима «Корпорация по продажам за рубеж» (Foreign Sales Corporation, FSC), предусматривающего частичное освобождение FSC от налога на прибыль, что противоречит правилам ВТО. ВТО поддержала ЕС, и США в 2000 году пришлось внести изменения в налоговое законодательство.

### Признаки недобросовестной налоговой конкуренции
Признаки, при наличии которых налоговая политика государства может быть отнесена к категории недобросовестной налоговой конкуренции, сформулированы в докладе ОЭСР 1998 года. За последующие годы они подверглись некоторому пересмотру в сторону смягчения, в результате чего сегодня к этим признакам относятся следующие:
- нулевые или номинальные ставки налогообложения,
- строгая секретность и отсутствие обмена информацией с налоговыми и иными органами других государств,
- недостаточная прозрачность в действиях государственных органов по применению нормативно-правовых актов;
- отсутствие требования действительности транзакций, то есть наличие возможностей по проведению операций, не создающих добавленной стоимости в юрисдикции регистрации компании, осуществляющей эти транзакции.

### Методы противодействия недобросовестной налоговой конкуренции
ОЭСР не имеет самостоятельных полномочий на применение каких либо санкций к виновным в недобросовестной налоговой конкуренции странам, единственным методом воздействия, доступным ОЭСР остаётся предоставление странам-участницам ОЭСР рекомендаций по противодействию недобросовестной налоговой конкуренции. Эти рекомендации делятся на три основных вида:
- Рекомендации относительно формирования национального законодательства стран-участниц ОЭСР.
- Рекомендации относительно международных налоговых договоров, в частности, о включении в соглашения об избежании двойного налогообложения, положений по обмену информацией и взаимодействию налоговых органов, а также положений, исключающих использование договора офшорными компаниями; отказ от заключения договоров со странами, обвиняемыми в недобросовестной налоговой конкуренции, и др.
- Рекомендации относительно развития международного сотрудничества.

Однако самым эффективным методом борьбы со странами, повинными в недобросовестной налоговой конкуренции, по сей день используемым ОЭСР, является моральное воздействие посредством включения их в «чёрные списки», что негативно сказывается на их экономическом имидже.

### «Чёрные списки»
Практически полный список существующих «налоговых убежищ» (tax havens), включавший 35 стран и территорий, был подготовлен к 2000 г. и содержался в отдельном докладе под названием «На пути к глобальному налоговому сотрудничеству: прогресс в выявлении и устранении вредоносной налоговой практики» (Towards Global Tax Co-operation: Progress in Identifying and Eliminating Harmful Tax Practices). Кроме перечня «классических» офшоров, доклад содержал список 47-ми льготных налоговых режимов, по мнению авторов доклада, также содействующих недобросовестной налоговой конкуренции. Как следовало из списка, такие режимы действовали в 21 государстве-участнике ОЭСР. Список офшорных зон был опубликован со статусом «технический», то есть просто содержал перечень стран, формально подпадающих под определение офшорной зоны. Ни о каких санкциях к перечисленным в нём офшорным юрисдикциям речи не шло, всем перечисленным странам предлагалось сделать официальное заявление о принятии основных принципов доклада 1998 года и дать обязательство в течение определённого срока привести своё налоговое законодательство к состоянию, исключающему недобросовестную налоговую конкуренцию.
Технический список 2000 года имел определённый эффект: ещё в процессе подготовки доклада 6 офшорных юрисдикций (Бермудские острова, Каймановы острова, Кипр, Мальта, Маврикий и Сан-Марино) заявили о готовности соответствующим образом изменить своё законодательство и за это не были включены в чёрный список «налоговых убежищ». Ещё три юрисдикции (Тонга, Барбадос, Мальдивские острова) были исключены из чёрного списка самой ОЭСР после более пристального изучения их налогового законодательства.
18 апреля 2002 года был опубликован окончательный список «налоговых убежищ», отказывающихся от сотрудничества с ОЭСР, в который вошли Андорра, Вануату, Либерия, Лихтенштейн, Монако, Маршалловы острова, Науру. За последующие 7 лет большая часть стран, включенных в технический список, подала заявления о принятии основных принципов доклада 1998 года.

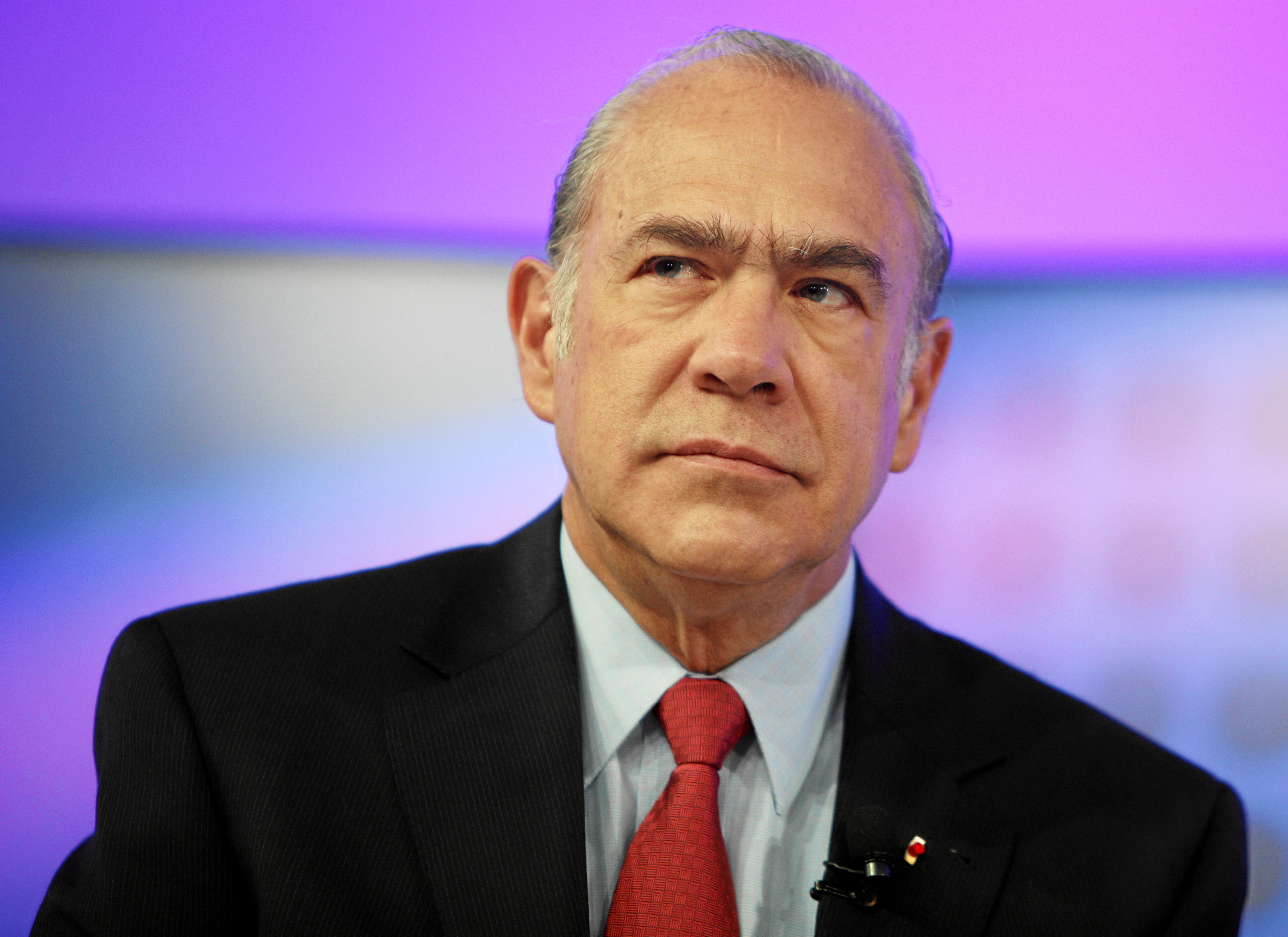
Генеральный секретарь ОЭСР Хосе Анхель Гурриа, последовательный сторонник повышения налогов, заявил, что по итогам Лондонского саммита G-20 наметилось больше подвижек в области международного налогообложения, чем за последние 15 лет.

2 апреля 2009 года по результатам Лондонского саммита G-20 ОЭСР был издан документ под названием «Текущий доклад о юрисдикциях, наблюдаемых глобальным форумом ОЭСР по имплементации налоговых стандартов, принятых на международном уровне» (A progress report on the jurisdictions surveyed by the OECD global forum in implementing the internationally agreed tax standard). Этот доклад содержал список из 88 государств и территорий, так или иначе относимых к недобросовестной налоговой конкуренции, разделённых на три категории:
- «Белый список» — юрисдикции, которые в достаточной степени имплементировали международные налоговые стандарты — 40 стран, среди которых Барбадос, Гернси, Кипр, Россия, Китай (правда, без Гонконга и Макао), Ирландия, Остров Мэн, Джерси, Мальта, Маврикий, Сейшельские острова.
- «Серый список» — юрисдикции, которые взяли на себя обязательства по принятию международных налоговых стандартов, но пока ещё не в достаточной мере их имплементировали — 36 «налоговых убежищ», среди которых Андорра, Багамские острова, Бахрейн, Белиз, Бермудские острова, Британские Виргинские острова, Каймановы острова, Гибралтар, Либерия, Лихтенштейн, Монако, Науру, Панама, Сан-Марино; и 8 финансовых центров, не относящихся к «налоговым убежищам», среди которых Люксембург, Сингапур и Швейцария.
- «Чёрный список» — юрисдикции, которые не взяли на себя обязательства по принятию международных налоговых стандартов — 4 юрисдикции (Коста-Рика, Лабуан, Уругвай, Филиппины).

В последнюю категорию попали страны, налоговое законодательство которых позволяет резидентам других государств уклоняться от уплаты налогов. Попав в «чёрный список» и испугавшись возможных международных санкций, эти страны довольно быстро согласились на сотрудничество с ОЭСР.

## Реакция на политику противодействия

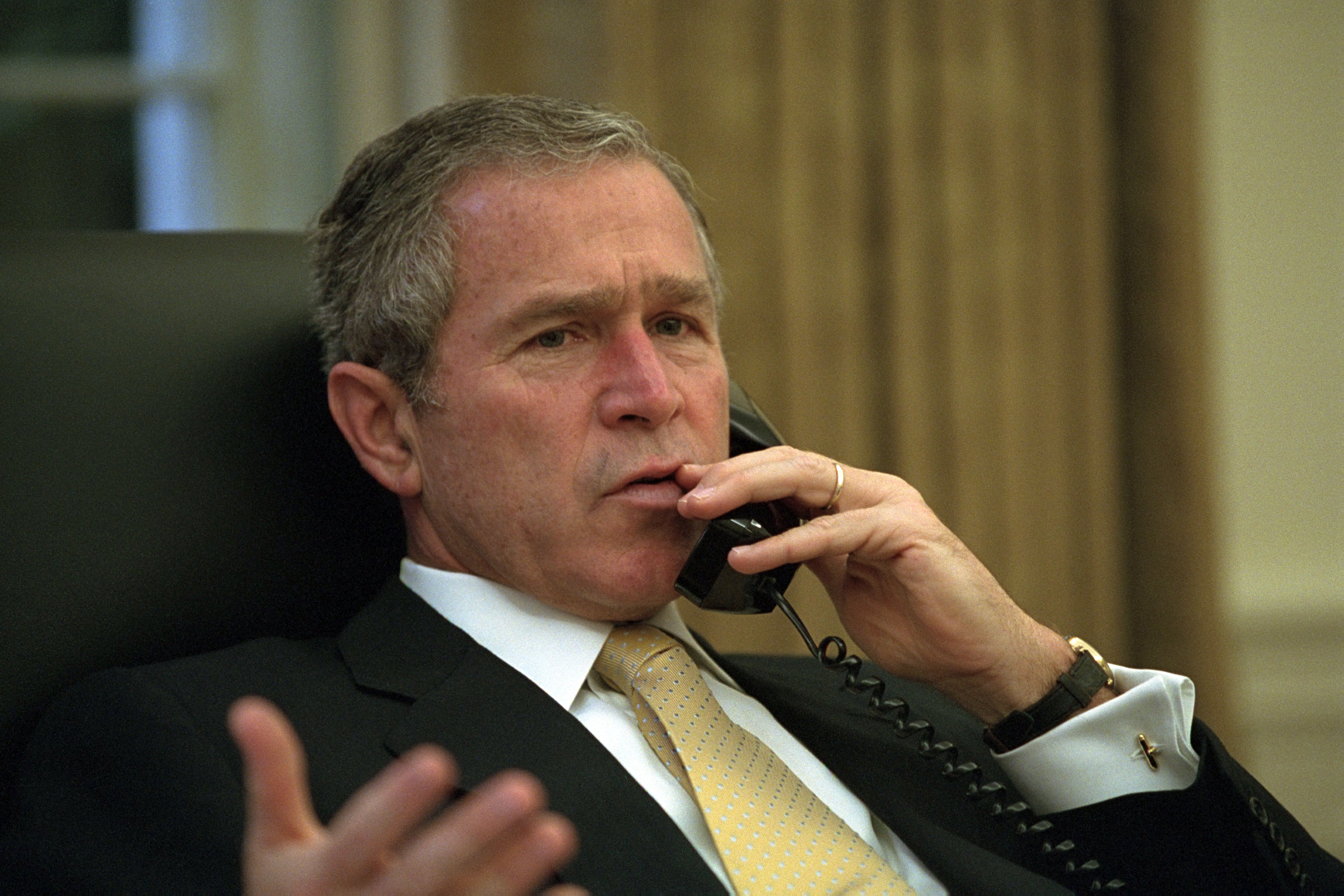
Президент США Джордж Буш-младший скептически оценил инициативы ОЭСР по вмешательству во внутреннюю налоговую политику офшорных государств.

Реакция государств на требования ОЭСР была и остаётся неоднозначной. Наряду с тем, что многие офшорные юрисдикции поспешили взять на себя обязательства по изменению своих налоговых режимов в соответствии со стандартами ОЭСР, в марте 2001 года 13-ю малыми развивающимися странами (в основном карибскими) была создана Международная организация по налогам и инвестициям (International Tax & Investment Organization — ITIO). Эта организация поставила своей целью именно противостояние политике ОЭСР в области борьбы с «вредоносной налоговой практикой». ITIO обвиняет ОЭСР в проведении политики «двойных стандартов», требуя от других стран выполнения условий, которые не выполняются её собственными странами-участниками (к примеру, Португалия имеет собственную офшорную зону на острове Мадейра, в США и Великобритании ряд штатов и территорий являются офшорами). Если к офшорным зонам стран-членов ОЭСР не будут применяться такие же строгие требования, как и к другим странам, это вполне может привести к перетеканию капиталов в их офшоры, что ещё больше обогатит и без того не бедствующих членов ОЭСР за счёт развивающихся офшорных государств. В связи с этим наибольшую актуальность приобрела так называемая «оговорка Острова Мэн»: обязательство офшорной страны привести свою налоговую систему в соответствие со стандартами ОЭСР при условии, что и все страны-участники ОЭСР сделают то же самое. Многие офшорные юрисдикции, взявшие на себя обязательства по принятию международных налоговых стандартов ОЭСР, сделали это именно с подобной оговоркой. В противном случае они отказываются от своих обязательств по имплементации указанных стандартов.

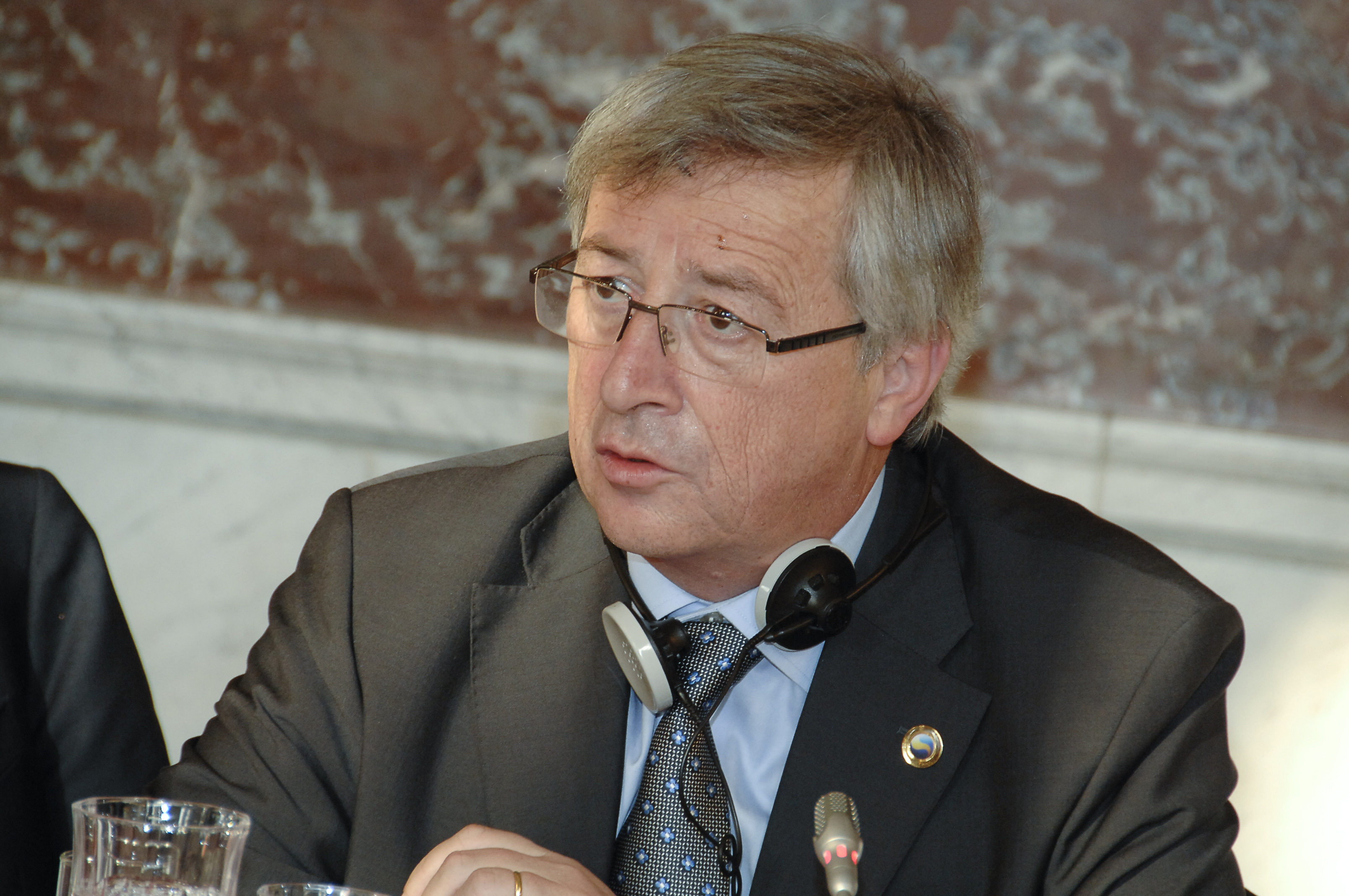
Премьер-министр Люксембурга Жан-Клод Юнкер не понимает по какому принципу составлялись списки ОЭСР и предлагает включить в список офшоров США

Неожиданный удар настиг политику ОЭСР и со стороны США: пришедший к власти в 2001 году Джордж Буш-младший провозгласил политику снижения налоговой нагрузки, в связи с чем в мае 2001 года Секретарь казначейства США Пол О’Нил сделал заявление, где выражалась озабоченность США тем, что рекомендации ОЭСР по увеличению уровня налогообложения в офшорных странах можно расценить как попытку вмешательства во внутреннюю налоговую политику других государств. Ко всему прочему США сами оказались в списке государств, содействующих вредоносной налоговой конкуренции, благодаря льготному налоговому режиму американских «Корпораций по продажам за рубеж» (Foreign Sales Corporation — FSC).

После опубликования 2 апреля 2009 года Доклада ОЭСР, разделившего страны на три списка по степени имплементации ими международных налоговых стандартов, последовала незамедлительная реакция государств, попавших в «серый и чёрный списки». Возмущённый премьер-министр Люксембурга Жан-Клод Юнкер заявил, что не понимает по какому принципу составлялись эти списки и предложил включить в список офшоров США, ряд штатов и территорий которых (Делавэр, Вайоминг, Невада и др.) являются классическими офшорными зонами со сверхлиберальными налоговыми режимами. Отсутствие корпоративного налога на прибыль в штате Делавэр, например, привело к тому, что в нём зарегистрировано 43 % всех компаний, акции которых котируются на Нью-Йоркской фондовой бирже. В связи с этим премьер-министр Люксембурга призвал европейских лидеров потребовать от США установления более прозрачных правил финансовой деятельности и жестко ограничить офшорную деятельность. 

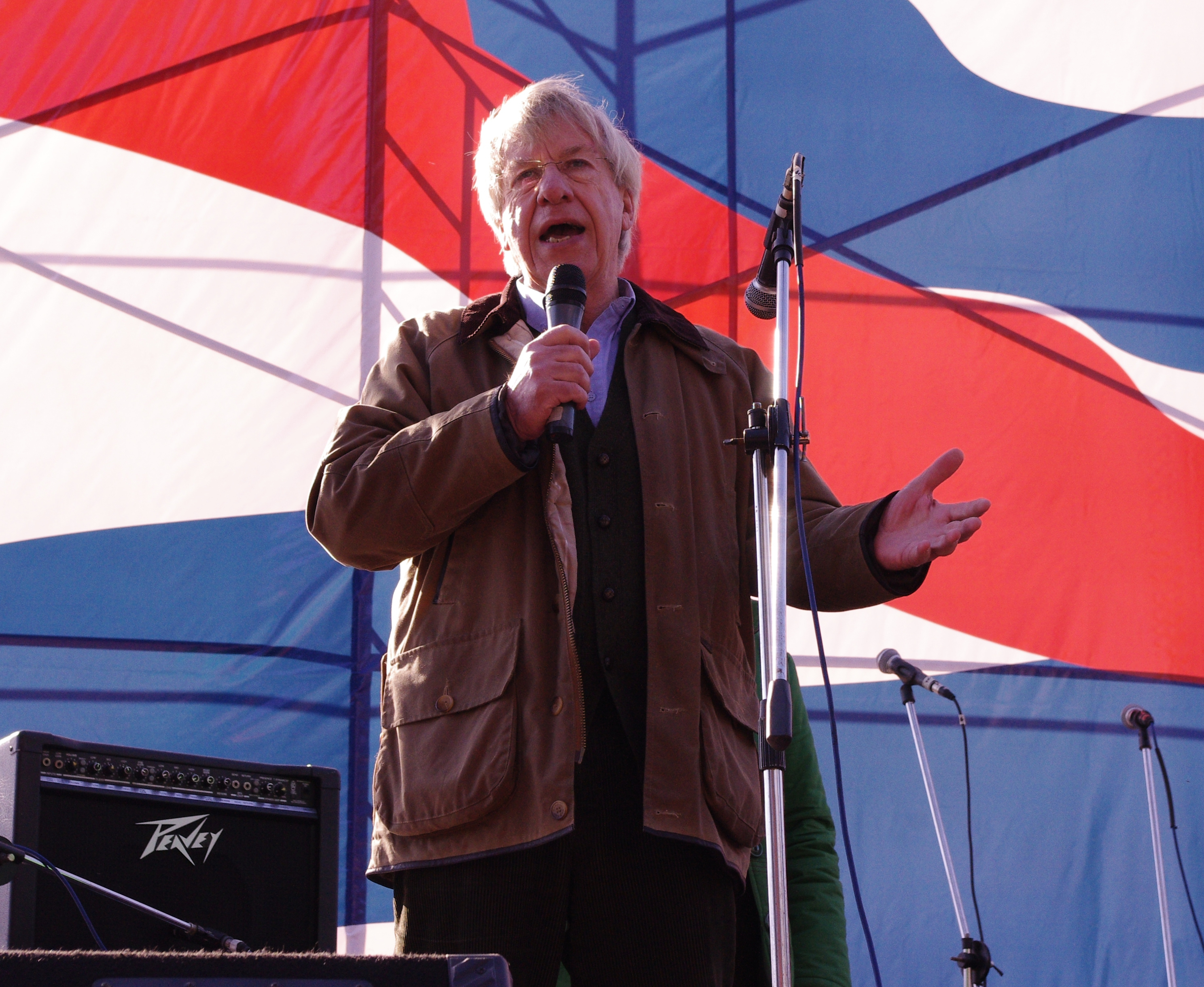
Кандидат в президенты Уругвая Данило Астори категорически несогласен с решением о включении Уругвая в «чёрный список» ОЭСР 2009 года.

Министр финансов Швейцарии Ханс Рудольф Мерц выразил крайнее удивление по поводу того, что его страна, которая является одним из основателей ОЭСР, никогда не привлекалась к дискуссиям по поводу составления этих списков, и заявил, что Швейцария не является офшором и постоянно демонстрирует готовность к диалогу в налоговой сфере. Швейцария даже заблокировала свой взнос на развитие отношений с ОЭСР и Большой двадцаткой. Председатель Центрального банка Уругвая Марио Бергара заявил, что его страна не является офшором, а кандидат на пост президента Уругвая Данило Астори, назвал «большой ошибкой» появление Уругвая в «чёрном списке» ОЭСР. «Это абсолютно несправедливо, — заявил Астори, — потому что одним из критериев, по которому ОЭСР включает Уругвай в данную категорию стран, является неуплата налогов нерезидентами, в то время как этот момент был устранён новой налоговой системой». Премьер-министр Соединённого Королевства Джеймс Гордон Браун, в ответ на обвинения малых стран в адрес ОЭСР в политике двойных стандартов, после окончания Лондонского саммита G-20 начал давление на офшорные территории Соединённого Королевства, публично потребовав от них увеличить налоговую прозрачность и ослабить банковскую тайну.
Другим последствием политики ОЭСР стало увеличение количества заключаемых межгосударственных соглашений об обмене финансовой информацией, прежде всего, странами желающими покинуть «серый список» ОЭСР. Каймановы острова заключили уже 8 таких соглашений, Нидерландские Антильские острова и Антигуа и Барбуда — по 7, Бахрейн — 6 , Бруней — 5 , Британские Виргинские острова и Бермудские острова — по 3 соглашения. У Великобритании подписаны данные соглашения с её офшорными территориями Джерси, Гернси, Британскими Виргинскими островами, Островом Мэн и Бермудскими островами, однако их ратификация и введение в действие проходят крайне медленно.